# ریموند کولتر
ریموند کولتر (انگلیسی: Raymond Coulter; ۱۲ آوریل ۱۸۹۷ – ۲۳ ژانویهٔ ۱۹۶۵) تیرانداز اهل ایالات متحده آمریکا بود.
وی در مسابقات کشوری و بین‌المللی در مجموع برندهٔ ۱ مدال طلا، ۱ مدال برنز شده‌است.